# Charles van Baar van Slangenburgh
Charles van Baar van Slangenburgh (* 31. März 1902 in Meester Cornelis, Niederländisch-Indien; † 17. Juli 1978 in Renkum-Doorwerth) war ein niederländischer Fußballspieler, der in sechs Spielen für die niederländische Nationalmannschaft fünf Tore erzielte.

## Laufbahn
Van Baar van Slangenburgh wurde in Meester Cornelis, das heute als Jatinegara eine Unterprovinz der indonesischen Hauptstadt Djakarta ist, geboren. Der „vielseitige und elegante Fußballer“ spielte von 1920 bis 1926 beim Verein HBS in Den Haag, mit dem er 1924/25 den Landesmeistertitel holte. Insgesamt machte er für die Haager 109 Spiele, in denen er 66 Tore erzielte.
In der Meisterschaftssaison wurde er auch erstmals in die niederländische Elftal berufen. Sein Debüt gab er am 2. November 1924 in einem Freundschaftsspiel gegen eine Auswahl Südafrikas, die zu der Zeit als Springbok Touring Team eine Europatournee unternahm. Sein erstes Tor für Oranje machte er am 15. März 1925. Es war der Siegtreffer beim 1:0-Auswärtserfolg in Antwerpen gegen Belgien, ein Distanzschuss aus 40 Metern; van Baar van Slangenburgh hatte ausgenutzt, dass der belgische Torhüter sich mit verschränkten Armen an den Torpfosten gelehnt hatte.
Danach spielte er, ohne Torerfolg, am 29. März beim 2:1-Sieg über Deutschland in Amsterdam und drei Wochen später bei der 1:4-Niederlage in Zürich gegen die Schweiz. In den beiden folgenden Spielen, erneut gegen Belgien (5:0) und gegen Dänemark (4:2) steuerte er jeweils zwei Treffer bei. Nach dem Spiel gegen die Dänen, das am 25. Oktober 1925 in Amsterdam stattfand, beendete er seine internationale Karriere und im folgenden Jahr seine Fußballerlaufbahn ganz; er ging zurück nach Niederländisch-Indien, wo er eine Arbeitsstelle angenommen hatte.